# 9月14日 (旧暦)
旧暦9月14日は旧暦9月の14日目である。六曜は仏滅である。

## できごと
- 文久3年（グレゴリオ暦1863年10月26日） - 横浜で日本初の英字日刊紙『The Daily Japan Herald』が創刊
- 明治5年（グレゴリオ暦1872年10月16日） - 琉球の尚泰国王を「琉球藩王」とし、華族に列する

## 誕生日
- 天保11年（グレゴリオ暦1840年10月9日） - 松本楓湖、画家（+ 1923年）

## 忌日
- 天暦8年（ユリウス暦954年10月13日） - 重明親王、醍醐天皇の第4皇子（* 906年）
- 万寿4年（ユリウス暦1027年10月16日） - 藤原妍子、三条天皇の中宮・藤原道長の子（* 994年）
- 応永12年（ユリウス暦1405年10月7日） - 伊達政宗 (大膳大夫)、武将（* 1353年）
- 寛永20年（グレゴリオ暦1643年10月26日） - 春日局、徳川家光の乳母（* 1579年）
- 延宝6年（グレゴリオ暦1678年10月29日） - 徳川綱重、甲府藩主・徳川家光の三男・徳川家宣の父（* 1644年）
- 安政6年（グレゴリオ暦1859年10月9日） - 梅田雲浜、儒学者（* 1815年）